# Міхалув (Ліпський повіт)
Міхалув (пол. Michałów) — село в Польщі, у гміні Жечнюв Ліпського повіту Мазовецького воєводства.
Населення — 99 осіб (2011).
У 1975-1998 роках село належало до Радомського воєводства.

## Демографія
Демографічна структура станом на 31 березня 2011 року:
|          | Загалом | Допрацездатний вік | Працездатний вік | Постпрацездатний вік |
| -------- | ------- | ------------------ | ---------------- | -------------------- |
| Чоловіки | 45      | 11                 | 30               | 4                    |
| Жінки    | 54      | 12                 | 28               | 14                   |
| Разом    | 99      | 23                 | 58               | 18                   |